# Cambon
 Cambon  es una población y comuna francesa, ubicada en la región de Mediodía-Pirineos, departamento de Tarn, en el distrito de Albi y cantón de Villefranche-d'Albigeois.

## Demografía
| 317 | 361 | 530 | 818 | 1183 | 1383 |
| Para los censos de 1962 a 1999 la población legal corresponde a la población sin duplicidades (Fuente: INSEE [Consultar]) |     |     |     |      |      |